# Ліван на літніх Олімпійських іграх 1988
Ліван брав участь у Літніх Олімпійських іграх 1988 року у Сеулі (Корея) удесяте за свою історію, але не завоював жодної медалі. Збірну країни представляли 21 учасник, з яких 2 жінки.